# Stéphane Caristan
Stéphane Caristan (Francia, 31 de mayo de 1964) es un atleta francés retirado especializado en la prueba de 110 m vallas, en la que ha conseguido ser campeón europeo en 1986.

## Carrera deportiva
En el Campeonato Mundial de Atletismo en Pista Cubierta de 1985 ganó el oro en los 60 metros vallas, con un tiempo de 7.67 segundos, por delante del español Javier Moracho y el británico Jon Ridgeon.
En el Campeonato Europeo de Atletismo de 1986 ganó la medalla de oro en los 110 m vallas, con un tiempo de 13.20 segundos, llegando a meta por delante del finlandés Arto Bryggare (plata con 13.42 s) y del español Carlos Sala (bronce con 13.50 s).